# Systematik der Minerale nach Dana
Die Systematik der Minerale nach Dana ist eine von James Dwight Dana entwickelte Systematik zur Einteilung von Mineralen nach chemischer Zusammensetzung und Kristallstruktur. Sie wird im englischen Sprachraum verwendet, vor allem in den USA. Auf der Grundlage der alten Systematik nach Dana wurde 1997 eine neue Systematik veröffentlicht.
Im deutschen Sprachraum kommt meistens die Systematik nach Hugo Strunz zum Einsatz, die in zwei Ausgaben vorliegt: Einer alten Systematik der Minerale nach Strunz (8. Auflage) und seit 2001 in der neuen Systematik der Minerale nach Strunz (9. Auflage), die von der International Mineralogical Association (IMA) und ihrer wichtigsten Kommission CNMNC (Kommission für neue Minerale, Mineralnamen und Klassifikation) zuletzt 2009 aktualisiert wurde. Auf der Basis der alten Strunz-Systematik in der 8. Auflage wurde zudem vom Mineralogen und Geologen Stefan Weiß die Lapis-Systematik entwickelt und zuletzt 2018 aktualisiert.

## Geschichte der Systematik
Die Systematik von Mineralen wurde von Dana 1854 in der vierten Auflage seines erstmals 1837 veröffentlichten System of Mineralogy auf die chemische Zusammensetzung von Mineralen ausgeweitet. Im Laufe des 20. Jahrhunderts wurde die Systematik weiter ergänzt vor dem Hintergrund der wissenschaftlichen Fortschritte, vor allem auf dem Gebiet der Kristallographie. 1941 leitete Hugo Strunz daraus seine Systematik ab. Die Ursprungsklassifikation wurde ebenfalls weiterentwickelt, und 1997 in einer neuen Systematik veröffentlicht.

## Aufbau der Systematik
Die Minerale sind in einem hierarchischen System angeordnet. Jedes Mineral besitzt eine System- und Mineralnummer, die aus vier durch Punkte getrennten Zahlen besteht und die eine eindeutige Zuordnung auch unter verschiedenen Namen bekannter Minerale erlauben soll. Die erste Zahl repräsentiert die Mineralabteilung. Die zweite Nummer repräsentiert die Unterabteilung und steht für den Typ des Minerals, in manchen Fällen unter Berücksichtigung des atomaren Aufbaus. Die dritte Zahl steht für eine Gruppe ähnlich aufgebauter Minerale, während die vierte das Mineral eindeutig kennzeichnet. Die Mineralklasse selbst ist nummernlos, jedoch sind bei einigen Klassen die Bezeichnung von Klasse und Abteilung namensgleich, was zu Verwirrungen führen kann.
| Elemente - 01. Elemente - 01.02. Elemente: Platingruppenmetalle und -legierungen - 01.02.01 Platingruppe (Raumgruppe Fm3m) - 01.02.01.03 Rhodium | Sulfide und Sulfosalze - 02. Sulfidminerale - 02.08 Sulfide – einschließlich Seleniden und Telluriden – mit der Zusammensetzung AmBnXp, mit (m+n):p=1:1 - 02.08.07 Wurtzitgruppe (Hexagonal: P63mc) - 02.08.07.01 Wurtzit | Phosphate, Arsenate und Vanadate - 38 Wasserfreie Phosphate etc. - 38.01 Wasserfreie Phosphate etc. A+B2+XO4 - 38.01.01 Triphylingruppe - 38.01.01.01 Triphylin |

## Übersicht
| Unterseite der Mineralklasse     | Enthaltene Abteilungen |
| -------------------------------- | --- |
| Elemente                         | - 01. Elemente |
| Sulfide und Sulfosalze           | - 02. Sulfidminerale - 03. Sulfosalze |
| Oxide und Hydroxide              | - 04. Oxide - 05. Uran- und thoriumhaltige Oxide - 06. Hydroxide und hydroxyhaltige Oxide - 07. Mehrfache Oxide - 08. Mehrfache Oxide mit Niob (Nb), Tantal (Ta) und Titan (Ti) |
| Halogenide                       | - 09. Halogenide - 10. Oxihalogenide und Hydroxyhalogenide - 11. Komplexe Halogenide – Aluminiumfluoride - 12. Halogenidverbindungen |
| Carbonate, Nitrate und Borate    | - 13. Carbonate - 14. Wasserfreie Carbonate - 15. Wasserhaltige Carbonate - 16a. Carbonate – Hydroxyl oder Halogen - 16b. Carbonate – Hydroxyl oder Halogen - 17. Zusammengesetzte Carbonate - 18. Einfache Nitrate - 19. Nitrate mit Hydroxyl- oder Halogenidionen - 20. Zusammengesetzte Nitrate - 21. Iodate – wasserfreie und wasserhaltige - 22. Iodate – Hydroxyle oder Halogene - 23. Zusammengesetzte Iodate - 24. Wasserfreie Borate - 25. Wasserfreie Borate mit Hydroxyl oder Halogen - 26. Wasserhaltige Borate mit Hydroxyl oder Halogen - 27. Borate |
| Sulfate, Chromate und Molybdate  | - 28. Sulfate - 29. Wasserhaltige Säuren und Sulfate - 30. Wasserfreie Sulfate mit Hydroxyl oder Halogen - 31. Wasserhaltige Sulfate mit Hydroxyl oder Halogen - 32. Zusammengesetzte Sulfate - 33. Selenate und Tellurate - 34. Selenite, Tellurite und Sulfite - 35. Wasserfreie Chromate - 36. Chromate |
| Phosphate, Arsenate und Vanadate | - 37. Phosphatminerale - 38. Wasserfreie Phosphate etc. - 39. Wasserhaltige saure Phosphate etc. - 40. Wasserhaltige Phosphate etc. - 41. Wasserfreie Phosphate etc., mit Hydroxyl oder Halogen - 42. Wasserhaltige Phosphate etc., mit Hydroxyl oder Halogen - 43. Phosphate - 44. Antimonate - 45. Saure und normale Antimonite, Arsenite und Phosphite, - 46. Basische oder halogenhaltige Antimonite, Arsenite und Phosphite - 47. Vanadium-Oxysalze - 48. Molybdate und Wolframate - 49. Einfache und wasserhaltige Molybdate und Wolframate |
| Organische Minerale              | - 50. Organische Minerale |
| Silikate                         | - 51. Inselsilikatminerale (Nesosilikate) - 52. Inselsilikate: SiO4-Gruppen und O, OH, F und H2O - 53. Inselsilikate: SiO4-Gruppen und andere Anionen komplexer Kationen - 54. Inselsilikate: Borosilikate und einige Beryllosilikate mit (BO3) - 55. Gruppensilikate (Sorosilikate): Si2O7-Gruppen, generell ohne zusätzliche Anionen - 56. Gruppensilikate: Si2O7-Gruppen und O, OH, F und H2O - 57. Gruppensilikate: Insulare (Si3O10) und größere nichtzyklische Gruppen mit Si3O10-Gruppen - 58. Gruppensilikate: Insulare, gemischte, einzelne und größere Tetraedergruppen - 59. Ringsilikate (Cyclosilikate) mit Dreierringen - 60. Ringsilikate mit Viererringen - 61. Ringsilikate mit Sechserringen - 62. Ringsilikate mit Achterringen - 63. Ringsilikate mit Kondensierten Ringen - 64. Ringsilikate: Ringe mit anderen Anionen und insularen Silikatgruppen - 65. Kettensilikatminerale (Inosilikate) - 66. Kettensilikate: Doppelte unverzweigte Ketten, W=2 - 67. Kettensilikate: Unverzweigte Ketten mit W>2 - 68. Kettensilikate: Strukturen mit Ketten verschiedener Breite - 69. Kettensilikate: Ketten mit Seitenzweigen oder Schleifen - 70. Kettensilikate: Säulen- oder Röhren-Strukturen - 71. Schichtsilikatminerale (Phyllosilikate) - 72. Schichtsilikate: Zweidimensionale unbegrenzte Lagen mit anderen als sechsgliedrigen Ringen - 73. Schichtsilikate mit kondensierten tetraedrischen Schichten - 74. Schichtsilikate: modulierte Lagen - 75. Gerüstsilikatminerale - 76. Gerüstsilikate: Al-Si-Gitter - 77. Gerüstsilikate: Zeolith-Gruppe - 78. Unklassifizierte Silikatminerale |